# Млинар
Млинар је занатлија који се бави млевењем житарица у млиновима. Он управља млином, машином за млевење житарица (на пример кукуруза или пшенице) ради производње брашна. У зависности од покретачке снаге, постоје млинови воденице - које покреће снага воде, ветрењаче - које покреће снага ветра, суваче – млинови које покреће снага запрежне стоке, парни млинови – које покреће снага водене паре и електрични млинови – које покреће елекрична енергија. 
Код нас се најчешће помињу воденице, као поточаре – на потоцима, и лађаре – на рекама, а у равничарским пределима Војводине – ветрењаче или суваче. Сеоске воденице су се користиле по договореном распореду а воденице у власништву једног или пар власника, су радиле на ујам.

## Историја
Млинарство је једно од најстаријих људских занимања. Млинарство је постојало у заједницама ловаца и сакупљача, а касније су млинари, примењујући искуства прикупљена генерацијама,  постали важни за целокупни развој пољопривреде. Млинови су неке од најстаријих фабрика у људској историји. У прошлости, знање о млинарству се стицало кроз шегртовање. Званична школа за млинаре није постојала све до 19. века.
Воденице су у свим земљама у средњем веку биле прека потреба становништва, и подмиривале су потребе у брашну, биле су веома цењене и често се спомињу у средњовековним споменицима. Свим направама заједнички је био основни принцип рада – жито се млело трењем два камена кола између којих се убацивало зрневље, а то је и основа конструкције архаичног ручног жрвња, који се у многим крајевима дуго задржао као помоћни, кућни млин.
У воденицама на ујам, за млевење 100 кг жита, узимало се 6-10% ујма. Млинар је одмеравао ујам помоћу мерице за ујам, и свој део је сипао у амбар са преградом – за пшеницу и за кукуруз.
Најстарији податак о воденицама у Банату датира из 1573. године, када је велики Мехмед Соколовић подигао на Бегеју, у Зрењанину, млин од четири камена. Он је изградио на Тамишу у варошици Рекаш, воденицу са два камена. Први и једини попис воденица у Србији извршен је 1867. године. По њему је тада било 7510 воденица.
Некада су млинар и цела његова породица живели су у млину. Део у ком су живели и просторија у којој се млело жито, били су под истим кровом.
Да би могао обављати овај посао, млинар је морао бити физички снажан. Његов занат је био цењен и обично се преносио с генерације на генерацију. Син је учио занат од оца, али је такође могао неко време радити и са другим млинарима како би стекао више искуства.
И поред све мање старих млинара и воденица, у нашим крајевима  посебно се цени брашно „млевено на камену“, као изузетно квалитетно за припрему традиционалних јела, проје и качамака. 

## Млинари данас
За обављање послова млинара, потребно је завршити средње струковно образовање. Посао млинара укључује преузимање сировина, њихову припрему и обраду, израду млинских производа, те њихово паковање и складиштење. Млинар преузима зрневље, сортира га и допрема у силосе и млинске уређаје, где проверава његову влажност. Зрњевље затим чисти и разврстава према квалитету, и затим га меље у млинским машинама. Млинар надзире и самостално обавља послове, као што су мерење и паковање млинских производа. Одговоран је за њихов транспорт и складиштење.
У свом раду користи различите уређаје и направе - од једноставних алата (ручни алати, сита, мерни инструменти) до сложенијих уређаја за припрему млинских производа. Врло је важно да простор и машине са којима ради одржава чистима.
Настава се састоји од теоријског и стручног дела. Ученик током школовања пролази и стручну праксу.
У школи за млинара учи се подела производа од брашна, пекарских и кондиторских производа. Током школовања упознаје се с технологијом прераде житарица, машинама и уређајима, као и технолошким поступцима обраде зрна жита. Стиче знања о основама прехране, прехрамбеним потребама човека, својствима и вредностима појединих намирница, значењу микроорганизама у прехрамбеној индустрији, и основама паковања, складиштења и транспорта житарица и млинских производа. Упознаје се са хигијенским захевима производње хране, и захевима квалитета прехрамбених производа. Учи и о прописима сигурности на раду и противпожарне заштите, те очувања околине.

## Легенде
За воденице су више него и за један објекат везана веровања, празноверице, гатања, приче... Углавном се помињу као стецишта разних нечастивих бића, а у првом реду ђавола. Многа веровања задржала су се у селима до најновијег времена.
Ни поточару на Проломској реци нису заобишле приче о вампирима. Кажу да су лопови у тешким временима често долазили у ову воденицу и крали брашно. Да би заштитли крађу брашна, мештани - млинари су измислили да у воденици има вампира па је ретко ко смео да се усуди да ноћу наврати у воденицу.